# Pizzicato Polka
Pizzicato Polka, op. 449 - polka Johanna Straussa II z 1869. Skomponował ją wraz ze swoim bratem Josefem Straussem. Została wykonana w tonacji C-dur.
Wykorzystuje charakterystyczną dla instrumentów smyczkowych formę artykulacji pizzicato. Jest do dzisiaj hitem orkiestrowym wykonywanym w filharmoniach na całym świecie. Wystawiono ją 24 czerwca 1870 roku